# ジャン・ド・ヴィエンヌ (駆逐艦)
ジャン・ド・ヴィエンヌ（フランス語：Jean de Vienne, D 643）は、フランス海軍のジョルジュ・レイグ級駆逐艦4番艦。艦名は百年戦争時の提督ジャン・ド・ヴィエンヌに由来する。

## 艦歴
「ジャン・ド・ヴィエンヌ」は、DCNブレスト工廠で建造され1979年10月26日に起工、1981年11月17日に進水、1984年5月25日に就役する。
1983年4月23日にブザンソンと命名都市の関係を結ぶ。「ジャン・ド・ヴィエンヌ」はトゥーロンに配備され対潜戦を主任務とし海洋における諸任務に当たる。
1999年8月下旬、「F791 コマンダン・レルミニエ」と共にトゥーロンを出港しイギリス・エディンバラ港に向かい、9月に行なわれるノーザン・ライト99演習（Northern Light 99）に参加する。
2001年12月、「R91 シャルル・ド・ゴール」空母戦闘群の一員としてアラビア海に派遣される。2002年4月、F70型駆逐艦の中心部に亀裂が生じる構造的問題が明らかとなり約半年間がかりで修理をする。
2005年に南米各国を訪問し、2006年にはレバノン侵攻に伴い避難民救援作戦（fr:Opération Baliste）のためレバノン派遣される。2008年1月にトゥーロンにて訪問中のロシア海軍と合同訓練を、同年11月から2009年3月にかけてソマリア沖の海賊対策および第150合同任務部隊に参加するためにインド洋・ペルシャ湾およびアデン湾に派遣され商船護衛の任に当たる。この期間中の2月下旬ごろには海上自衛隊「AOE-422 とわだ」から洋上補給を受ける。アタランタ作戦にも参加している。